# سیارک ۷۱۰۲
سیارک ۷۱۰۲ (به انگلیسی: 7102 Neilbone، نامگذاری:1936NB) هفت هزار و صد و دومین سیارک کشف شده‌است که در ۱۲ ژوئیه ۱۹۳۶ کشف شد.